# Thanh Lâm (huyện)
Thanh Lâm là một huyện đã từng tồn tại trong lịch sử Việt Nam kể từ thời thuộc Minh (1407-1427). Theo Đồng Khánh dư địa chí soạn thời nhà Nguyễn, phần chép về tỉnh Hải Dương, trang 110 thì khi đó huyện Thanh Lâm thuộc về châu Nam Sách, phủ Lạng Giang. Trước đó, trong thời Trần vùng đất này thuộc về Bàng Châu. Đầu thời Lê tới thời Nguyễn vẫn giữ tên gọi huyện Thanh Lâm thuộc phủ Nam Sách. Thời Thành Thái, năm 1893 cắt một phần của huyện Chí Linh cũ ở phía nam sông Kinh Thầy giao cho huyện này quản lý (3 tổng An Hộ, An Điền và Cao Đôi). Sau năm 1898 bỏ cấp phủ, huyện Thanh Lâm do phủ Nam Sách kiêm lý đổi làm huyện Nam Sách. Khu vực này hiện nay là huyện Nam Sách và một phần thành phố Hải Dương tỉnh Hải Dương.
Thời Đồng Khánh, địa hạt của huyện này phía đông giáp huyện Chí Linh, phía tây giáp huyện Lang (Lương) Tài tỉnh Bắc Ninh, phía nam giáp hai huyện Thanh Hà và Cẩm Giàng, phía bắc giáp huyện Chí Linh. Đông tây cách nhau 16 dặm. Nam bắc cách nhau 11 dặm. Ruộng đất: 21.595 mẫu 7 sào 14 thước 8 tấc 1 phân.

## Phân chia hành chính
Huyện Thanh Lâm trong thời Nguyễn tới thời vua Đồng Khánh bao gồm 12 tổng và 82 xã thôn như sau:
- Tổng An Trú (Yên Trụ): 5 xã. Năm 1893 cắt về huyện Lương Tài.[1]
  - Xã An Trú
  - Xã Thanh Lâm
  - Xã Thanh Hà
  - Xã Lôi Châu
  - Xã Cáp Thủy
- Tổng Hoàng Kênh: 5 xã, thôn. Năm 1893 cắt về huyện Lương Tài.[1]
  - Thôn Nguyễn xã Hoàng Kênh
  - Xã Quan Kênh
  - Xã Tháp Dương
  - Xã Tảo Hòa
  - Xã Cáp Điền
- Tổng Lại Thượng: 7 xã, thôn. Năm 1893 cắt về huyện Lương Tài.[1]
  - Xã Lại Thượng
  - Xã Lại Hạ
  - Xã Bích Khê
  - Xã Văn Phạm
  - Xã My Xuyên
  - Xã Lai Khê (2 thôn)
  - Xã Bồng Lai
- Tổng La Đôi: 7 xã.
  - Xã La Đôi (nay thuộc xã Hợp Tiến)
  - Xã Kim Bích
  - Xã Đại Lữ (nay thuộc xã Hiệp Cát)
  - Xã Kênh Dương (nay thuộc xã Hiệp Cát)
  - Xã Cát Khê (nay thuộc xã Hiệp Cát)
  - Xã Kim Độ (nay thuộc xã Hiệp Cát)
  - Xã Lâu Khê (nay thuộc xã Hiệp Cát)
- Tổng Mạn Đê: 9 xã, thôn
  - Xã Mạn Đê (nay thuộc xã Nam Trung)
  - Thôn Thạch Đê xã Mạn Đê
  - Thôn Nhân Lễ xã Mạn Đê
  - Thôn Thượng xã Thụy Trà (nay thuộc xã Nam Trung)
  - Thôn Hạ xã Thụy Trà (nay thuộc xã Nam Trung)
  - Xã Hoàng Xá (nay thuộc xã Nam Chính)
  - Xã Thượng Đặng
  - Xã Tương Đặng
  - Xã An Thường (nay thuộc xã Nam Chính)
- Tổng An (Yên) Lương: 9 xã
  - Xã An Lương (nay thuộc xã An Lâm)
  - Xã Bạch Đa[2] (nay thuộc xã An Lâm)
  - Xã Nhân Lý (nay thuộc thị trấn Nam Sách)
  - Xã Đồng Khê (nay thuộc thị trấn Nam Sách)
  - Xã Lang Khê (nay thuộc xã An Lâm)
  - Xã Nghĩa Dương (nay thuộc xã An Lâm)
  - Xã Nghĩa Khê
  - Xã Nghĩa Lư (nay thuộc xã An Lâm)
  - Xã Đông Lư (nay thuộc xã An Lâm)
- Tổng An (Yên) Dật: 7 xã
  - Xã An (Yên) Dật (nay thuộc xã Thái Tân)
  - Xã Mặc Cầu (nay thuộc xã Thái Tân)
  - Xã An Giới (nay thuộc xã An Sơn)
  - Xã Nhuế Sơn (nay thuộc xã An Sơn)
  - Xã Dục Kỳ
  - Xã Dục Trị
  - Xã Quan Sơn (nay thuộc xã An Sơn)
- Tổng Thượng Triệt: 9 xã
  - Xã Thượng Triệt (nay thuộc xã An Thượng, thành phố Hải Dương)
  - Xã Đông Giang (nay thuộc xã An Thượng)
  - Xã Nam Giang (nay thuộc xã An Thượng)
  - Xã Uông Thượng (nay thuộc xã Minh Tân)
  - Xã Uông Hạ (nay thuộc xã Minh Tân)
  - Xã Chu Thử (Đậu) (nay thuộc xã Thái Tân)
  - Xã Đặng Xá (nay thuộc xã Minh Tân)
  - Xã Hùng Thắng (nay thuộc xã Minh Tân)
  - Xã Mạc Xá (nay thuộc xã Minh Tân)
- Tổng Vạn Tải: 5 xã
  - Thôn Vạn Niên xã Vạn Tải (nay thuộc xã Hồng Phong)
  - Xã Thượng Đáp (nay thuộc xã Nam Hồng)
  - Xã Đồn Bối (nay thuộc xã Nam Hồng)
  - Xã Phù Liễn (nay thuộc xã Hồng Phong)
  - Xã Thiên Khê (nay thuộc xã Hồng Phong)
- Tổng Vũ La: 7 xã
  - Xã Vũ La (nay thuộc phường Nam Đồng, thành phố Hải Dương)
  - Xã Văn Xá (nay thuộc phường Ái Quốc, thành phố Hải Dương)
  - Xã Vũ Xá (nay thuộc phường Ái Quốc, thành phố Hải Dương)
  - Xã Đồng Ngọ (nay thuộc phường Nam Đồng, thành phố Hải Dương)
  - Xã Phú Lương (nay thuộc phường Nam Đồng, thành phố Hải Dương)
  - Xã Đại Hương
  - Xã Cúc Hương
- Tổng Lạc Nghiệp[3]: 8 xã, thôn
  - Thôn Miếu Lãng, xã Lạc Nghiệp[3] (nay thuộc xã Đồng Lạc)
  - Thôn Hiếu, xã Lạc Nghiệp[3]
  - Xã La Xuyên (nay thuộc thị trấn Nam Sách)
  - Xã Quan Đình[4] (nay thuộc xã Đồng Lạc)
  - Thôn Tháp Phiên, xã Lạc Nghiệp[3]
  - Thôn Cáp, xã Nham Cáp (nay thuộc xã Đồng Lạc)
  - Thôn Trúc Khê, xã Nham Cáp (nay thuộc xã Đồng Lạc)
  - Xã Đông Duệ (nay thuộc xã Đồng Lạc)
- Tổng Trác Châu: 5 xã
  - Xã Trác Châu (nay thuộc xã An Thượng)
  - Xã An Lạc (nay thuộc xã An Thượng)
  - Xã Mạn Nhuế (nay thuộc xã An Thượng)
  - Xã Ngọc Uyên (nay là phường Ngọc Châu, thành phố Hải Dương)
  - Xã Nhị Châu (nay là phường Nhị Châu, thành phố Hải Dương)

Sau năm 1893 bao gồm cả ba tổng sau, tách ra từ huyện Chí Linh:
- Tổng Cao Đôi: 8 xã.
  - Xã Cao Đôi (nay thuộc xã Hợp Tiến)
  - Xã Long (Lung) Động (nay thuộc xã Nam Tân)
  - Xã Đột Lĩnh (nay thuộc xã Nam Tân)
  - Xã Quảng Tân (nay thuộc xã Nam Tân)
  - Xã Ngô Đồng (nay thuộc xã Nam Hưng)
  - Xã Linh Xá[5] (nay thuộc xã Nam Hưng)
  - Xã Trần Xá (nay thuộc xã Nam Hưng)
  - Xã Tạ Xá (nay thuộc xã Hợp Tiến)
- Tổng An Hộ: 9 xã, thôn.
  - Thôn Đông xã Hộ Xá
  - Thôn Tây xã Hộ Xá
  - Xã An Ninh
  - Xã Linh Khê
  - Xã Điền Trì
  - Xã Lương Gián
  - Xã Tống Xá (nay thuộc xã Thanh Quang)
  - Xã Hà Liễu
  - Xã Lê Xá (nay thuộc xã Thanh Quang)
- Tổng An Điền: 11 xã, thôn.
  - Xã An Điền (nay thuộc xã Cộng Hòa)
  - Thôn Cổ Pháp (nay thuộc xã Cộng Hòa)
  - Xã Chi Điền (nay thuộc xã Cộng Hòa)
  - Xã Điền Thượng
  - Xã An Đinh
  - Xã Lâm Xá (nay thuộc xã Phú Điền)
  - Xã Lâm Xuyên (nay thuộc xã Phú Điền)
  - Xã Phụ Vệ (3 thôn)
  - Xã Tiền Trung (2 thôn) (nay thuộc phường Ái Quốc)
  - Xã Xác Khê
  - Xã Ninh Quan (2 thôn)

## Văn hóa
Trong thời kỳ phong kiến xứ Hải Dương có 10 vị đỗ đại khoa (Thủ khoa Đại Việt hay Trạng nguyên) thì riêng huyện Thanh Lâm có 4 vị là:
- Trạng nguyên Trần Quốc Lặc (1256) người xã Uông Hạ (nay là xã Minh Tân);
- Trạng nguyên Trần Sùng Dĩnh (1487) người Đồng Khê (nay là xã An Lâm);
- Trạng nguyên Vũ Dương (1493) người xã Mạn Nhuế (nay là thị trấn Nam Sách).
- Trạng nguyên Đặng Thì Thố (1559) người xã An Lạc, còn gọi là làng Thạc (nay là xã An Châu, thuộc thành phố Hải Dương)

Hai vị thủ khoa Minh kinh bác học và trạng nguyên sau là người tổng Cao Đôi (huyện Chí Linh cũ). 
- Thủ khoa Minh kinh bác học Mạc Hiển Tích (1086), người xã Long Động (nay là xã Nam Tân).
- Trạng nguyên Mạc Đĩnh Chi (1304) người xã Long Động (nay là xã Nam Tân).